# Schloßstraße (Dresden)
Die Schloßstraße verläuft in der Dresdner Altstadt von der Wilsdruffer Straße in Höhe Nordwestecke des Altmarkts zum Georgentor.
Der Straßenzug ist Teil einer innenstädtischen Nord-Süd-Achse, die am Hauptbahnhof beginnend über die Prager Straße und die See- zur Schloßstraße verläuft, nach dem Schloßplatz auf der Augustusbrücke die Elbe überquert und sich auf Neustädter Seite über die Hauptstraße bis zum Albertplatz fortsetzt.

## Name
Im Jahr 1402 wurde sie erstmals als Elbgasse erwähnt. Seit 1572 wurde sie als Schloßgasse bezeichnet und 1858 in Schloßstraße umbenannt.

## Geschichte

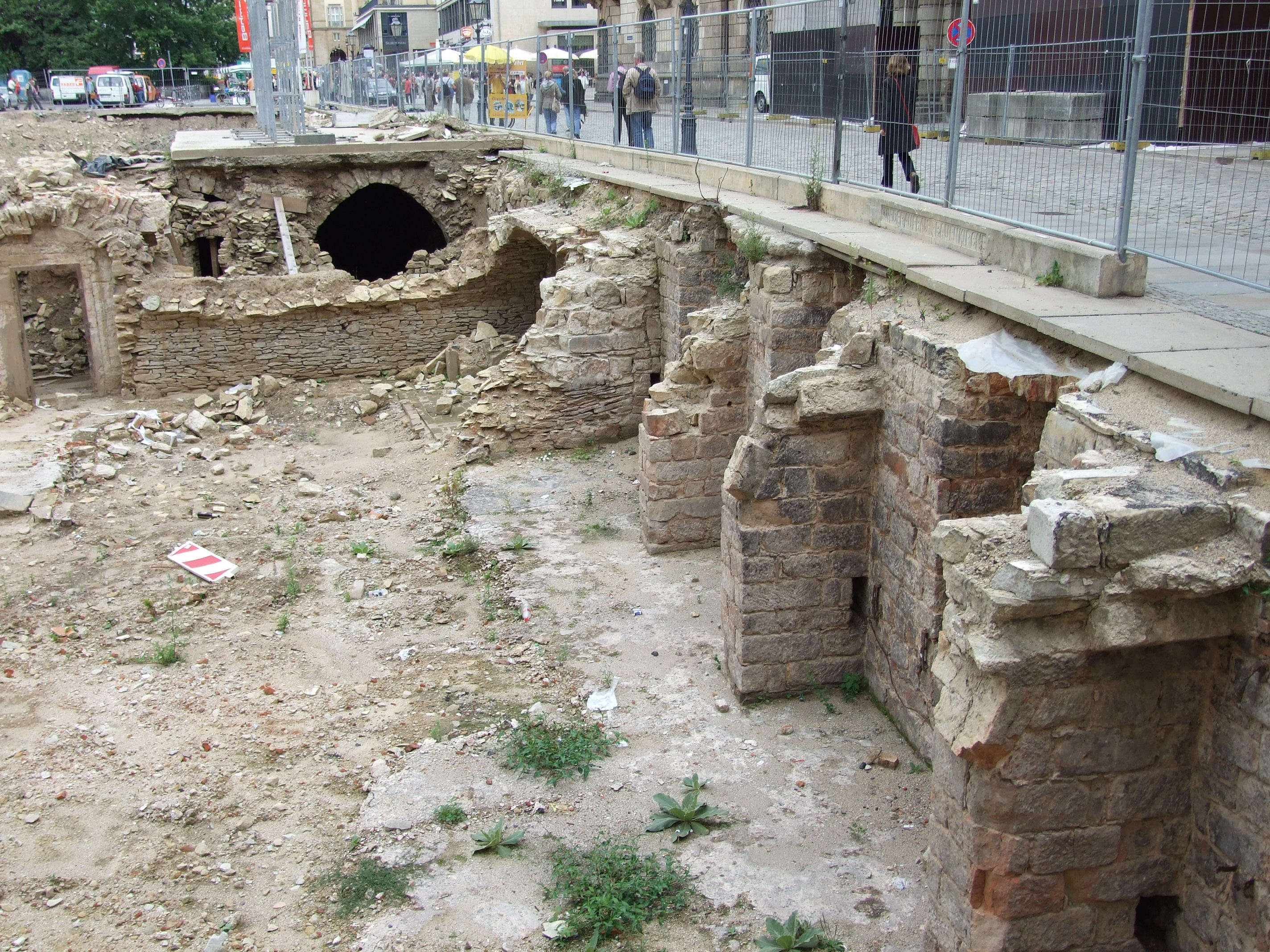
Ausgrabungen an der Schloßstraße (2008)

Vor der Industrialisierung war sie gemeinsam mit der Wilsdruffer Straße die Hauptverkehrsader der Stadt. Eine Ausnahme bildete die Zeit von der Mitte des 16. Jahrhunderts bis zum Beginn des 18. Jahrhunderts, als aufgrund der Sperrung des Georgentors der Verkehr von der Augustusbrücke über Augustusstraße, Neumarkt und Große Frauengasse geleitet wurde. Der Dresdner Chronist Johann Christoph Hasche beschrieb sie bereits am Ende des 18. Jahrhunderts als „eine der breitesten und lebhaftesten Straßen“ Dresdens.

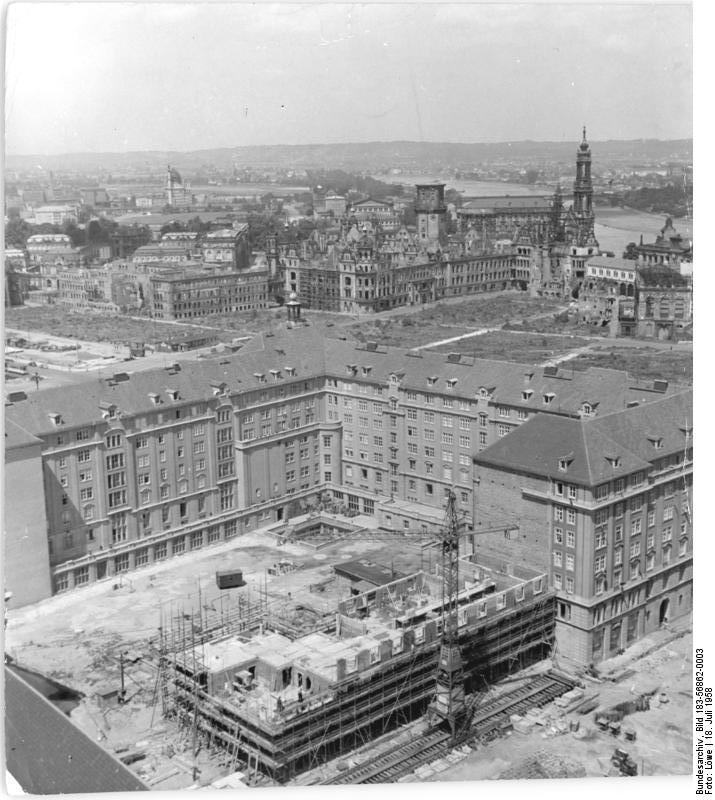
Zerstörte Schloßstraße in der Bildmitte,
im Vordergrund der Aufbau des Gebäudes Weiße Gasse 1–3

Beim Dresdner Maiaufstand war die Schloßgasse das militärische Hauptquartier der Aufständischen mit einer von Stephan Born befehligten Barrikade. An den Maiaufstand erinnert am Gebäude Schloßstraße 7 eine von Martin Hänisch gefertigte Bronzetafel. Weitere Gedenktafeln zum Maiaufstand befinden sich am Altmarkt und am Dresdner Zeughaus.
Im Februar 1945 bei den Luftangriffen auf Dresden wurde die Straße mit ihrer Bebauung zerstört. In den 1950er Jahren begann der Wiederaufbau.
Um 2010 begann als Teil des Wiederaufbaus des Neumarktareals die weitere Rekonstruktion der östlichen Bebauung der Schloßstraße, bei der auch die 1945 ebenfalls zerstörten und Parallel- und Nebenstraßen wieder entstanden. Zwischen dem Kanzleigässchen am Schloss und der Rosmaringasse am Kulturpalast verbindet die Sporergasse die Schloßstraße mit dem Jüdenhof. Nördlich der Sporergasse befindet sich das teilweise wiederaufgebaute Neumarktquartier VIII (Stand: Januar 2014), südlich davon das Quartier VII. Parallel zur Schloßstraße verläuft die Schössergasse, die beide Quartiere nochmals teilt.

## Nebenstraßen

### Wiederentstehende Nebenstraßen

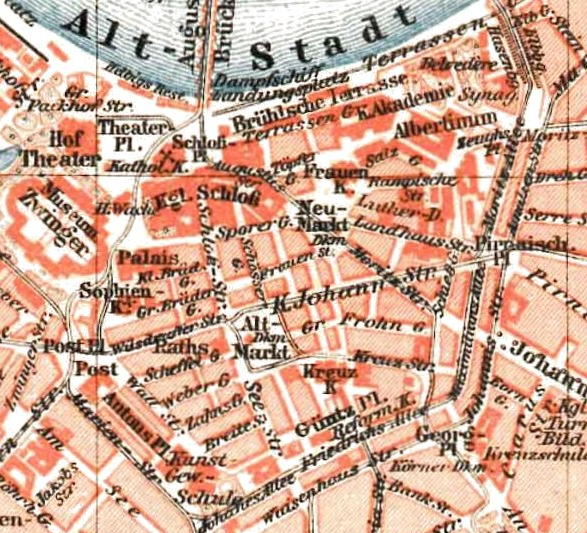
Schloßstraße und Nebenstraßen um 1895

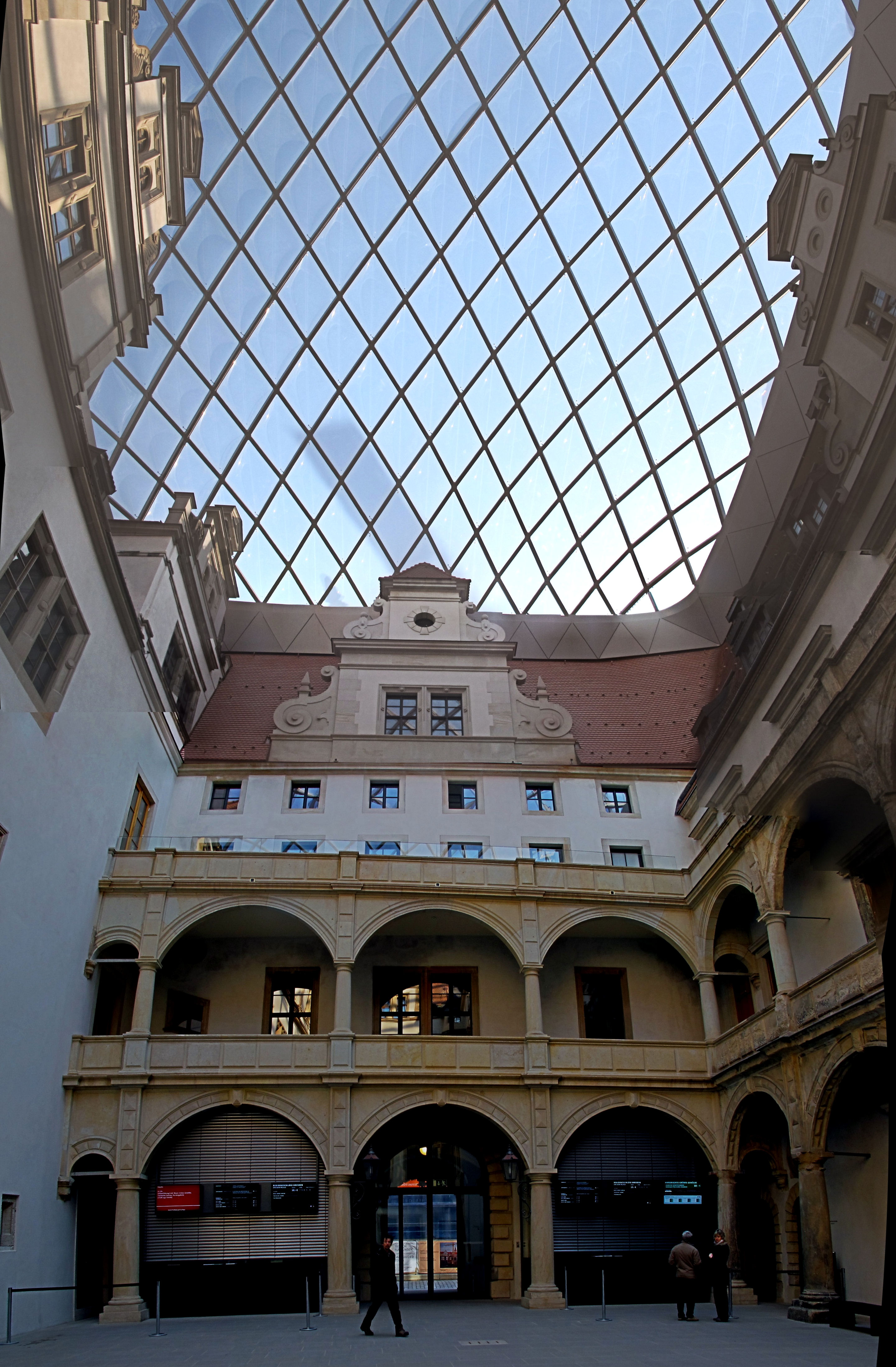
Kleiner Lichthof im Residenzschloss

#### Rosmaringasse
Diese Gasse verlief als Verlängerung der heute überbauten Großen Brüdergasse zur Galeriestraße. Um 1600 wurde die anfangs namenlose Straße als Niclaßgasse, Petergeßlein und Quergässlein bezeichnet. Seit Ende des 17. Jahrhunderts trug sie den Namen Rosmaringasse, weil in ihr den zum Frauenkirchhof ziehenden Trauergemeinden Rosmarinzweige angeboten wurden.

#### Sporergasse

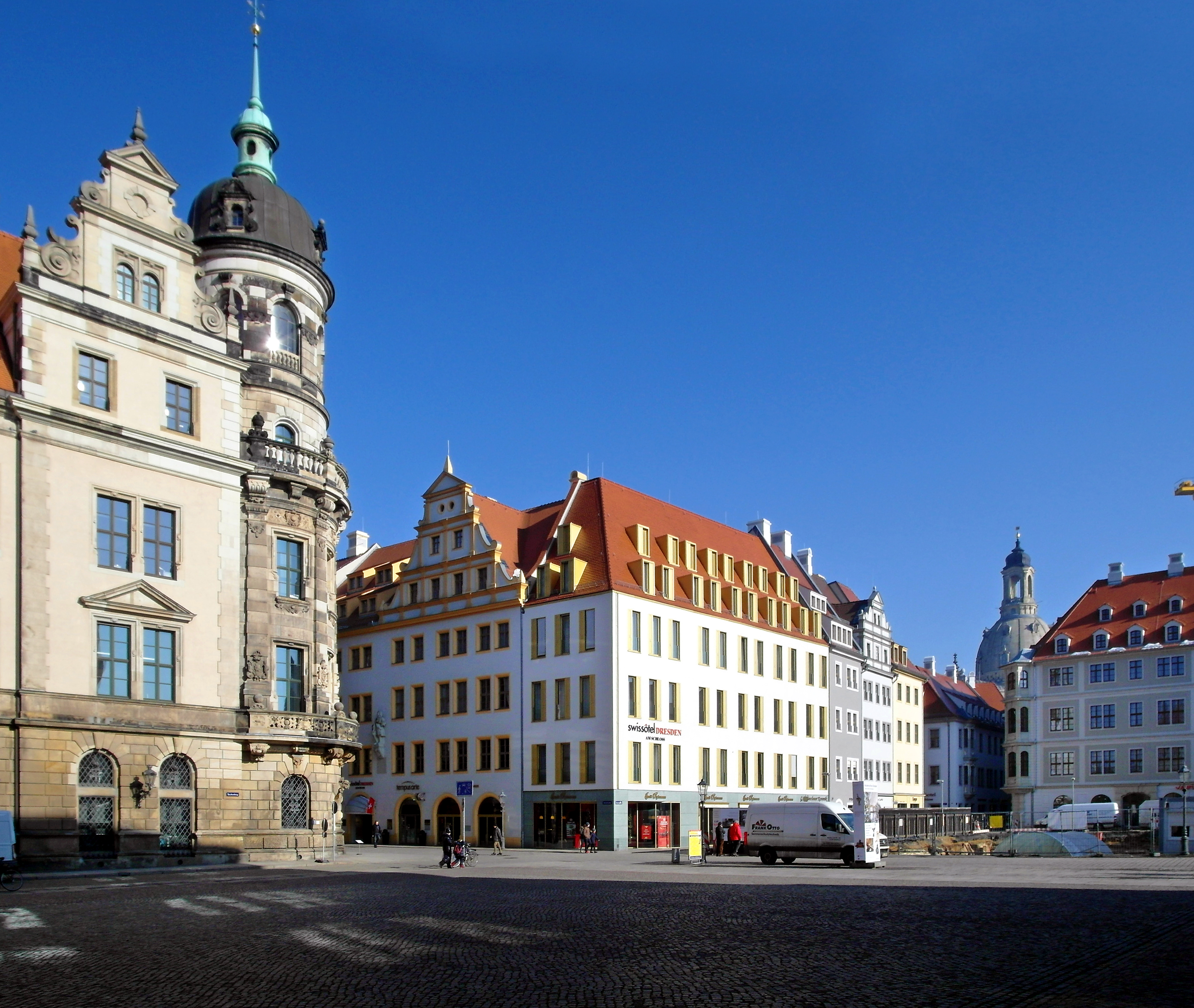
Residenzschloss; Schloßstraße / Ecke Sporergasse (2017)

Die Sporergasse war die Verbindung zur Schössergasse und mündete im Jüdenhof. Im Jahr 1602 wurde sie erstmals genannt. Der Name bezieht sich auf die in der Gasse lebenden Sporer, Handwerker, die Sporen und Reitzeug herstellten.

#### Kanzleigäßchen
Das Kanzleigäßchen verläuft südlich des namensgebenden Kanzleihauses zur Schössergasse. Die Gasse wurde 1413 erstmals erwähnt und 1633 als „gäßchen an der cantzlie“ bezeichnet. 1565 bis 1567 erbaute Hans Irmisch das Kanzleihaus im Auftrag des Kurfürsten August.
Mit der Wiedererrichtung des Kanzleihauses 1997–1999 durch das Bistum Dresden-Meißen entstanden unweit der Katholischen Hofkirche Räumlichkeiten für das Haus der Kathedrale.

#### Schössergasse
Die Schössergasse ist eine kleine Parallelstraße der Schloßstraße, sie verläuft von der Wilsdruffer Straße zum Kanzleigäßchen. Im Jahr 1396 wurde sie erstmals als „Yodingasse“ (Judengasse) erwähnt. Neben dem Jüdenhof war sie für die Dresdner Juden bis zu deren Vertreibung im Jahr 1430 deren Wohnort. Nach 1563 wurde sie als „Niclaßgasse“ oder „Große Niclaßgasse“ bezeichnet. Seit 1589 wird sie als Schössergasse bezeichnet, da hier der Amtsschösser Ambrosius Ernst wohnte.

### Große und Kleine Brüdergasse
Die Große Brüdergasse ist eine bis 1967 existierende Nebengasse der Schloßstraße. Sie wurde 1967 beim Wiederaufbau der Altstadt durch den sogenannten „Fresswürfel“ überbaut. Teile der Kleinen Brüdergasse sind heute noch am Taschenbergpalais erhalten. Benannt sind beide Gassen nach den Ordensleuten des Franziskanerklosters, das am Endpunkt der Gassen lag. Die Große Brüdergasse wurde 1362 als „Große Brudirgasse“ und die Kleine Brüdergasse 1370 als „perra platea minor“ und 1396 als „wenynge Brudirgasse“ erwähnt. Beim Dresdner Maiaufstand befand sich eine Barrikade am Quergäßchen zwischen beiden Gassen und eine am Ausgang zur Schloßstraße.

## Bebauung

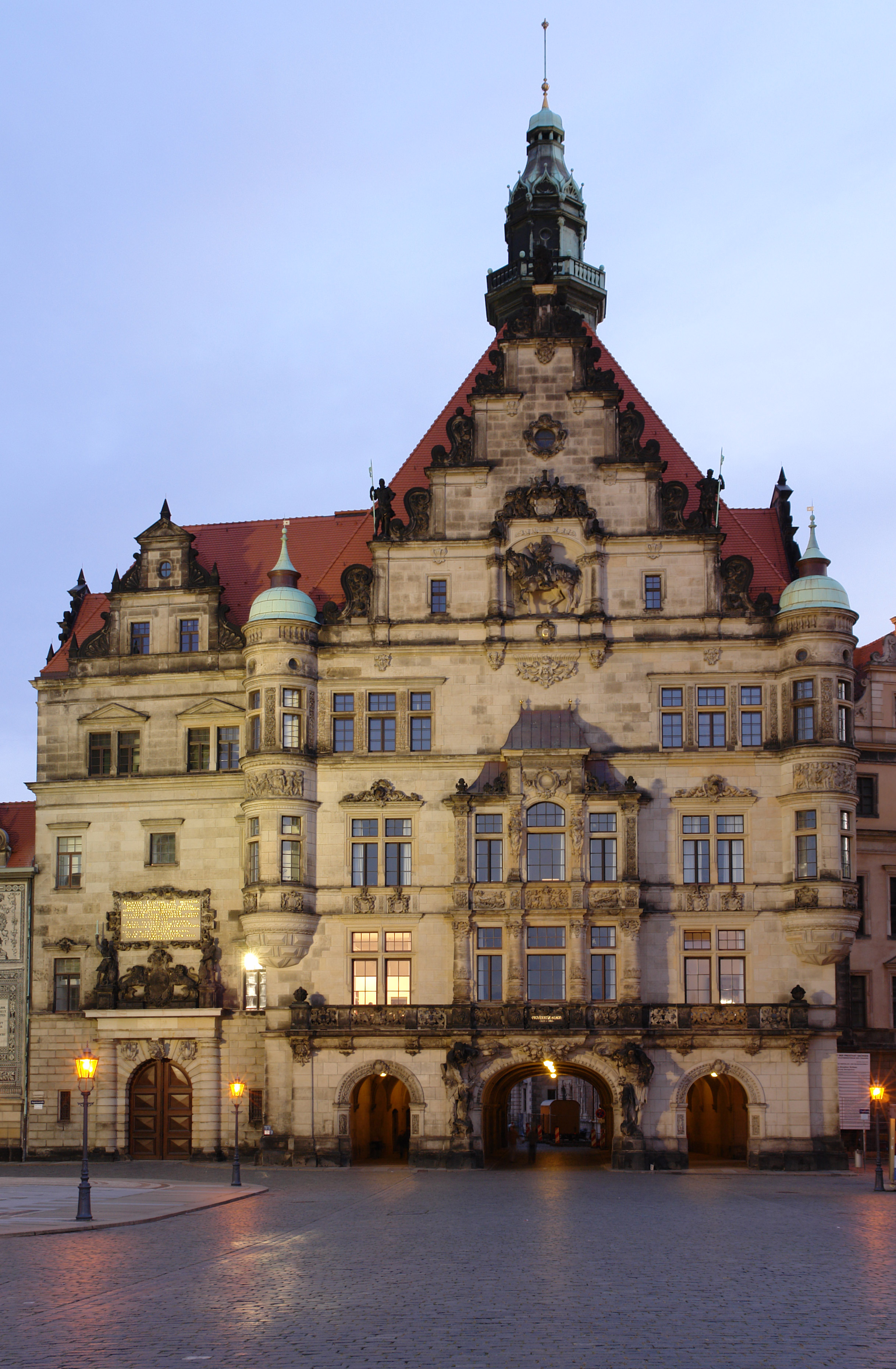
Georgentor – Anfang der Schloßstraße

Neben Wohn- und Geschäftshäusern standen an der Straße zahlreiche traditionsreiche Gebäude. Dazu gehörten die Hofapotheke, das Wohnhaus der sächsischen Oberhofprediger des 17. und 18. Jahrhunderts sowie die Hotels Stadt Gotha und Hotel de Pologne und das namengebende Residenzschloss mit dem Kanzleihaus. Für die Erweiterungsbauten des Schlosses trug man im Laufe der Zeit angrenzende Wohnbauten ab.
Im Hotel Stadt Gotha wohnte bei einem Aufenthalt in Dresden der polnische Komponist Frédéric Chopin. Am Haus Schloßstraße 5 erinnert eine bronzene Gedenktafel daran. Geschaffen wurde das Porträtrelief 1985 von Wilhelm Landgraf, der dazugehörige Schriftzug stammt von Martin Hänisch. Die Tafel hat die Größe von 90 mal 42 Zentimeter.

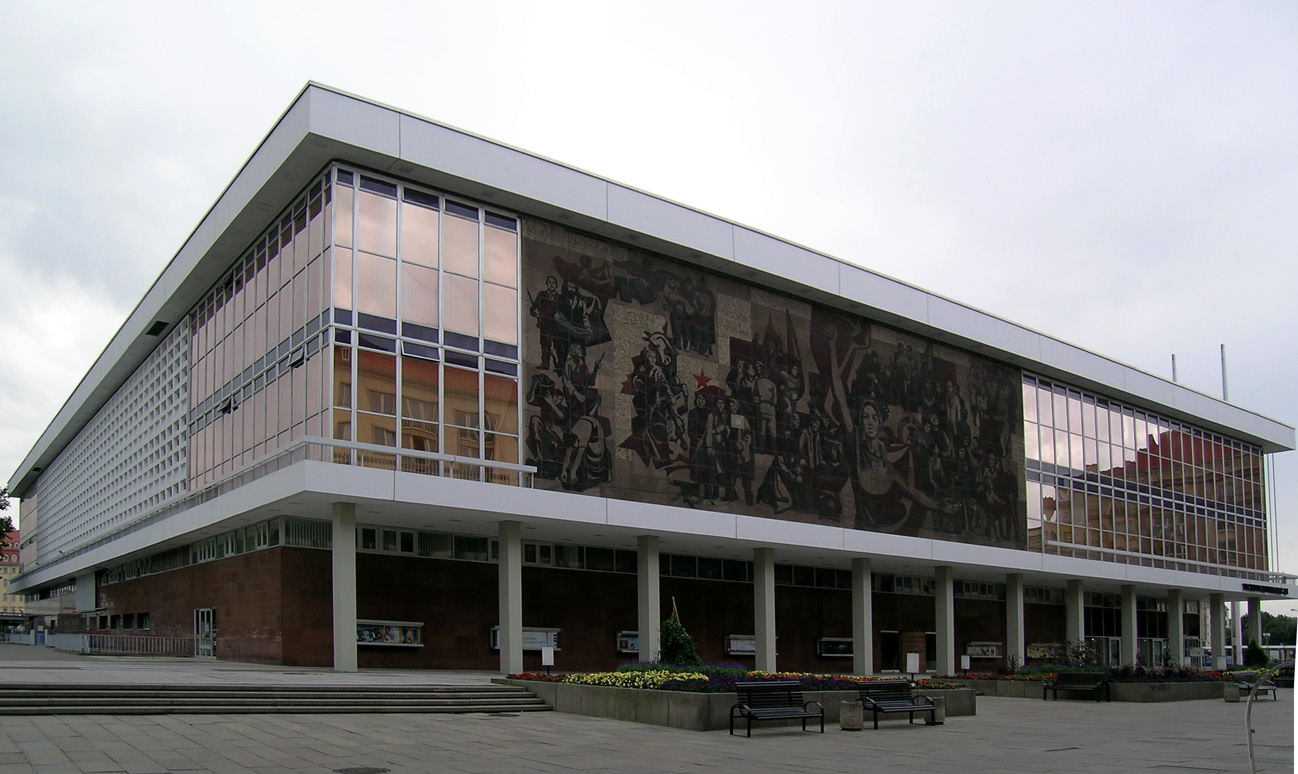
Kulturpalast

Heute ist der südliche Teil der Schloßstraße an der Ostseite durch den Kulturpalast begrenzt. An der Westseite befinden sich Wohn- und Geschäftshäuser. Der nördliche Teil ist von Schlossgebäuden umgeben.

### Hôtel de Pologne
Das Hôtel de Pologne befand sich an der Ecke zur Großen Brüderstraße. Im 16. Jahrhundert bewohnte der Kanzler Nikolaus Krell eines der Vorgängergebäude. Seit 1696 wurde in dem Haus eine Gastwirtschaft betrieben. Samuel Locke errichtete es 1767 neu und vereinigte es dabei mit dem Nachbarhaus. Das Hôtel de Pologne zählte zu den vornehmsten Hotels in Dresden. Karl Eberhard gestaltete das Gebäude ab 1869 für die Sächsische Bank zu Dresden um.